# كتاب الأم (رواية)
كتاب الأم بالفرنسية «Une Femme, une Mère »هو عمل أدبي فريد لإدموند عمران المالح نُشر سنة 2004 عن دار النشر ليكسوس في الدار البيضاء، ويُعد من أبرز نصوصه التي تمزج بين السيرة الذاتية والتأملات الفلسفية والحنين إلى الوطن،تقع الرواية في 24صفحة

## أحداث الرواية
تتمحور أحداث الرواية حول زيارة الكاتب لصديق طفولته الفنان التشكيلي خليل غريب، حيث يستحضران معًا ذكريات الأم المغربية "لالة السعدية اليملاحي الشاعر"، التي تتحول في النص إلى رمز للوطن والهوية والحنان. تبدأ الرواية بوصف الأم الجالسة بصمت على سريرها، في مشهد يفيض بالسكينة والرمزية، ثم تتوالى التأملات في علاقتها بابنها، وتأثيرها على مسيرته الفنية، خاصة من خلال مطرزاتها اليدوية التي ألهمته في أعماله التشكيلية. تتشابك الأحداث مع استحضار الابنة كرمز للمستقبل والبنوة التي حُرم منها الكاتب، مما يمنح النص بعدًا إنسانيًا وفلسفيًا يعكس العلاقة العميقة بين الماضي والحنين، والفن والذاكرة .

## شخصيات الرواية
- الأم (لالة السعدية اليملاحي الشاعر): تمثل جوهر النص، وهي ليست فقط الأم البيولوجية، بل رمز للوطن، للذاكرة، وللجذور المغربية. تظهر ككائن حنون، صامت، مليء بالأسرار، وتُشبَّه بالقطة والشجرة، في استعارات تعكس العطاء والصبر والهدوء.
- الابنة: ترمز إلى المستقبل، إلى الأمل والبنوة التي حُرم منها الكاتب، وهي امتداد للأم، تحمل في طياتها إمكانية الاستمرار والتجدد .
- الفنان التشكيلي خليل غريب: صديق الكاتب، وتُستحضر علاقته بأمه من خلال رسائل وتأملات، مما يضيف بعدًا فنيًا وإنسانيًا للنص. أمه كانت تمتهن التطريز، وهو ما ألهمه في أعماله الفنية، مما يعكس كيف تتجلى الأم في الإبداع

## اقتباسات من الرواية
"كانت جالسة على السرير، هناك، مقابلة للمدخل. وبإمكان المرء أن يقسم أنها لم تتحرك منذ زيارته الأخيرة في السنة الماضية..."
"إنها مثل قطة... وديعة هادئة، وكلها ألغاز. شجرة أيضًا، تنمو بلا ضجيج وتقدم ثمارًا بدون ترقب جزاء ما."
"أمي كانت تنجز صورًا وتنميقات بالحرير على الأثواب... وقد فسر إدموند عمران المالح ذلك بكونه حنينًا إلى عالم الأم وتكريمًا لها."
"هي إذن هناك، جالسة، مائلة، منحنية قليلاً، وكان وجهها الجميل الهادئ والناعم، خالياً من أي تجعيدة..."
"كانت أماً وجدة لعائلة متعددة الأفراد… لكنها خلافاً له كانت شجرة تنمو بلا ضجيج وتقدم ثماراً بدون ترقب جزاء ما."
"كتب خليل، كأنه يتوسل بالكتابة تكريماً لأمه: (إنها مثل قطة)، هكذا كان ينظر إليها، وديعة هادئة، وكلها ألغاز."

"فأنا ولعت بالتشكيل وأنا طفل صغير نتيجة لمشاهدتي وافتناني بمطرزات أمي اليدوية..."

## أسلوب الرواية
يتميّز أسلوب رواية كتاب الأم لإدموند عمران المالح بطابع تأملي وشاعري يجمع بين السيرة الذاتية والكتابة الرمزية، حيث تتداخل الذكريات الشخصية مع الحنين إلى الوطن في سردٍ هادئ وعميق. يعتمد المالح على لغة بسيطة لكنها مشحونة بالدلالات، ويستخدم استعارات حسية مثل "القطة" و"الشجرة" لتجسيد شخصية الأم، مما يمنح النص بعدًا فلسفيًا وإنسانيًا. لا يتبع النص بناءً سرديًا تقليديًا، بل يتشكل من لوحات سردية متفرقة تتكامل لتكوين صورة وجدانية عن الأم والوطن والهوية. ويُلاحظ في الأسلوب حضور التأملات الداخلية، والتقاط التفاصيل اليومية بعين شاعرية، مما يجعل الرواية أقرب إلى مرآة للذاكرة والحنين منها إلى سرد أحداث متسلسلة

## المرأة في الرواية
تُجسّد المرأة في رواية كتاب الأم لإدموند عمران المالح حضورًا رمزيًا وإنسانيًا عميقًا، حيث تتخذ شخصية الأم "لالة السعدية اليملاحي الشاعر" مكانة مركزية تمثل الحنان، والهوية، والذاكرة الجماعية المغربية. تظهر المرأة في النص ككائن وديع وصامت، تُشبَّه بالقطة والشجرة، في استعارات تعكس العطاء والصبر والهدوء، وتُستحضر من خلال تفاصيل دقيقة تُبرز جمالها الداخلي وارتباطها العاطفي بعائلتها. كما تتجلى المرأة أيضًا في شخصية الابنة، التي ترمز إلى المستقبل والبنوة التي حُرم منها الكاتب، مما يمنح النص بعدًا فلسفيًا وإنسانيًا. وتُبرز الرواية المرأة المغربية كرمز للتضحية والصبر، وكعنصر فاعل في تشكيل الهوية الثقافية والفنية، خاصة من خلال تأثيرها في الفن التشكيلي عبر مطرزاتها اليدوية التي ألهمت ابنها الفنان خليل غريب

## النقد والاستقبال
حظي كتاب الأم للكاتب المغربي إدمون عمران المالح باهتمام نقدي معتبر، إذ اعتبره النقاد نصاً ذا طابع اعترافي وتأملي يمزج بين السيرة الذاتية والتخييل الأدبي، حيث يستحضر الكاتب من خلاله صورة الأم بوصفها رمزاً للذاكرة الأولى والانتماء العاطفي والإنساني. وقد أُشيد بالقدرة الأسلوبية للمالح على تحويل التجربة الشخصية إلى نص أدبي يتجاوز الخصوصية الفردية نحو أفق كوني، مع لغة شاعرية مكثفة تنهل من التعدد اللغوي والثقافي الذي يميز مجمل أعماله. كما اعتُبر الكتاب امتداداً لمشروعه السردي والفكري القائم على استعادة الذاكرة ومساءلة الهوية والحنين، مما أكسبه مكانة مميزة في النقد الأدبي المغربي والفرنكوفوني.